# Chitipa (district)
Chipati is een district in de noord regio van Malawi. De hoofdstad van het district heet ook Chitipa. Het district heeft een inwoneraantal van 126.799 en een oppervlakte van 4288 km². Het grenst aan de districten Karonga en Rumphi en aan de landen Zambia en Tanzania.